# Honda SDH 125 Storm
Honda SDH-125, conocida popularmente como STORM, es una motocicleta estándar desarrollada y fabricada por la empresa japonesa Honda Motors. la motocicleta Honda Storm de la máxima velocidad los 100 km/h está orientado a uso en ciudad pero con un aspecto estándar. Cuenta con un carenado frontal que otorga más seguridad en el manejo.
Tiene caja rotativa, con relación de cambios n-1-2-3-4-5-n-1-2.....  se considera buena ya que con cualquier problema el rebaje de los cambios es de una forma más rápida y sencilla.
Tiene una buena durabilidad con respecto a los golpes , caídas ( lo común con nuestra primera moto ) se usa para mensajerías, por su fácil mecánica y consumo: andar muy suave y muy confortable en comparación a otras motos de su misma gama, cambios suaves y es una moto fácil de manejar. 
Velocidad final 86 km/h mas si alcanza por su motor de 125 cc. aproximadamente con 4 L de combustible recorre 120 km ; capacidad de 14 L, incluyendo 2 de reserva, 

## Ficha técnica
Con un estilo urbano – deportivo, posee características similares a la CG 125 pero con un carenado delantero que además de hacerla más atractiva, le otorga una forma aerodinámica, permitiendo una conducción más confortable durante largos períodos. 
Esta motocicleta de fácil manejo y consumo económico, posee además llantas de aleación y faros de 35 W que aseguran una conducción nocturna segura. Su tanque de nafta de 14 L, cubre los requerimientos para un viaje de larga distancia y su extraordinaria forma, le otorga un estilo aún más deportivo. Su motor OHV de excelente potencia, tiene un sistema antipolución que cumple con los estándares de emisiones de la norma Euro II. 
El modelo trae además, doble bocina, botón de guiño de luz alta, tacómetro, indicador de marchas y de combustible, arranque eléctrico y a patada, y ópticas de sofisticado diseño. Una extraordinaria motocicleta que combina un estilo deportivo y la garantía Honda por un año o 12.000 km 
- Motor monocilíndrico OHC, refrigerado por aire.
- Cilindrada 124,1 cm³
- Relación de compresión 9 : 1
- Alimentación carburador a válvula de pistón, 20 mm venturi.
- Encendido CDI (ignición x descarga capacitiva).
- Transmisión caja rotativa de 5 velocidades.
- Suspensión delantera telescópica, 116 mm de recorrido.
- Suspensión trasera basculante con amortiguadores.
- Frenos delanteros a tambor, 110 mm de diámetro.
- Frenos traseros a tambor, 110 mm de diámetro.
- Neumáticos delanteros 80/100-18
- Neumáticos traseros 90/90-18
- Capacidad del tanque de nafta 14 L
- Peso en seco 120,5 kg